# Йохімбе
Йохі́мбе (Pausinystalia johimbe) — рослина родини маренові (Rubiaceae), вид роду  Pausinystalia, що росте в тропічних лісах Західної Африки, зокрема в Габоні, Камеруні та Конго.

## Біологічна опис
Вічнозелене дерево висотою до 15 метрів, зовні дещо схоже з дубом. Листя тонкі овальні 8-13 см завдовжки. Кора дерева світло-коричнева або сіро-коричнева. Товщина кори становить близько 8 мм з горизонтальними і вертикальними тріщинами, як правило, зарослими лишайниками. Кора є джерелом алкалоїдів, які мають важливе фармацевтичне значення.

## Хімічний склад
Кора стовбура містить 0,5-1,5% алкалоїдів, в основному похідних індолу, головним з них є йохімбін. Крім йохімбіну в корі присутні кілька його ізомерів, а також аймаліцин, аллойохімбін, коринантеїн, дигідрокоринантеїн та коринантін.

## Використання
Кора рослини служить сировиною для отримання йохімбіну, який використовують в якості афродизіаку, а також як біологічно активна добавка в харчуванні спортсменів.
Фармацевтична промисловість використовує екстракти йохімбе у виробництві афродизіаків та ліків для лікування еректильної дисфункції, так як, він розгальмовує нервові центри, відповідальні за сексуальне збудження ЦНС. Кора доступна без обмежень, в той час як для покупки чистих алкалоїдів потрібно рецепт лікаря. Десяти крапель чистого 1% розчину екстракту йохімбе, досить для стимуляції статевих органів чоловіків і жінок, хоча у чоловіків ефект більш очевидний, ніж у жінок, оскільки результатом дії речовини є ерекція.

## Міжнародно-правовий статус ентеогенів
Стаття 32 Конвенції про психотропні речовини дозволяє державам звільняти від заборони певні традиційні способи вживання речовин:
|  | Держава, на території якої ростуть дикі рослини, що містять психотропні речовини з числа тих, що містяться в Додатку I, і які традиційно використовуються певними невеликими, чітко визначеними групами в магічних чи релігійних обрядах, може під час підписання, ратифікації чи приєднання, робити застереження щодо цих рослин стосовно положень статті 7, за винятком положень, що стосуються міжнародної торгівлі.Оригінальний текст (англ.) A State on whose territory there are plants growing wild which contain psychotropic substances from among those in Schedule I and which are traditionally used by certain small, clearly determined groups in magical or religious rites, may, at the time of signature, ratification or accession, make reservations concerning these plants, in respect of the provisions of article 7, except for the provisions relating to international trade. |

Однак це звільнення застосовується лише в тому випадку, коли рослину буде явно додано до Списків психотропної конвенції. Нині Конвенція застосовується лише до хімічних речовин. Однак у Коментарі до Конвенції про психотропні речовини зазначається, що рослини, які містять її, не підлягають міжнародному регулюванню:
Вирощування рослин, з яких отримують психотропні речовини, не регулюється Віденською конвенцією .... Ні корона (плід, брунька з мескалем) кактуса пейот, ні коріння рослини Mimosa hostilis, ані псилоцибінові гриби не включено до Списку 1, а лише відповідні речовини, мескалін, ДМТ та псилоцин.Оригінальний текст (англ.)
The cultivation of plants from which psychotropic substances are obtained is not controlled by the Vienna Convention .... Neither the crown (fruit, mescal button) of the Peyote cactus nor the roots of the plant Mimosa hostilis nor Psilocybe mushrooms themselves are included in Schedule 1, but only their respective principals, mescaline, DMT, and psilocin.
Нині жодні рослини (природні матеріали), що містять ДМТ, не регулюються Конвенцією 1971 року про психотропні речовини. Отже, препарати (наприклад, відвари), виготовлені з цих рослин, включно з аяваскою, не перебувають під міжнародним контролем і, отже, не підпадають під дію жодної статті Конвенції 1971 року. - Міжнародна рада з контролю за наркотиками (МКНБ), ООНОригінальний текст (англ.)
No plants (natural materials) containing DMT are at present controlled under the 1971 Convention on Psychotropic Substances. Consequently, preparations (e.g. decoctions) made of these plants, including ayahuasca are not under international control and, therefore, not subject to any of the articles of the 1971 Convention. -- International Narcotics Control Board (INCB), United Nations